# Saperda simulans
Saperda simulans là một loài bọ cánh cứng trong họ Cerambycidae.